# Šarišské Bohdanovce
Šarišské Bohdanovce est un village de Slovaquie situé dans la région de Prešov.

## Histoire
Première mention écrite du village en 1351.

## Démographie

### Évolution de la population
| Année:               | 1994. | 2004.   | 2014.    | 2024.    |
| -------------------- | ----- | ------- | -------- | -------- |
| Nombre de personnes: | 616   | 644     | 788      | 1024     |
| Différence:          |       | +4,54 % | +22,36 % | +29,94 % |

| Année:               | 2023. | 2024.   |
| -------------------- | ----- | ------- |
| Nombre de personnes: | 1017  | 1024    |
| Différence:          |       | +0,68 % |